# Malaysische Badmintonmeisterschaft 2014
Die Malaysische Badmintonmeisterschaft 2014 fand bereits vom 27. bis zum 30. Dezember 2013 in Putrajaya als Proton Malaysia Grand Prix Finals statt.

## Sieger und Platzierte
| Disziplin    | Gold                             | Silber                    | Bronze                                              |
| ------------ | -------------------------------- | ------------------------- | --------------------------------------------------- |
| Herreneinzel | Chong Wei Feng                   | Tan Chun Seang            | Zulfadli Zulkiffli                                  |
| Herreneinzel | Chong Wei Feng                   | Tan Chun Seang            | Misbun Ramdan Mohmed Misbun                         |
| Dameneinzel  | Yang Li Lian                     | Lim Chiew Sien            | Tee Jing Yi                                         |
| Dameneinzel  | Yang Li Lian                     | Lim Chiew Sien            | Lim Yin Fun                                         |
| Herrendoppel | Hoon Thien How Tan Wee Kiong     | Goh V Shem Lim Khim Wah   | Chooi Kah Ming Teo Ee Yi                            |
| Herrendoppel | Hoon Thien How Tan Wee Kiong     | Goh V Shem Lim Khim Wah   | Mohd Lutfi Zaim Abdul Khalid Tan Wee Gieen          |
| Damendoppel  | Chow Mei Kuan Vivian Hoo Kah Mun | Lee Meng Yean Lim Yin Loo | Shevon Jemie Lai Soong Fie Cho                      |
| Damendoppel  | Chow Mei Kuan Vivian Hoo Kah Mun | Lee Meng Yean Lim Yin Loo | Cheah Yee See Norshahida Baharum                    |
| Mixed        | Chan Peng Soon Lai Pei Jing      | Ong Jian Guo Lim Yin Loo  | Tan Aik Quan Goh Liu Ying                           |
| Mixed        | Chan Peng Soon Lai Pei Jing      | Ong Jian Guo Lim Yin Loo  | Mohd Lutfi Zaim Abdul Khalid Amelia Alicia Anscelly |